# Manuscrit Möller
Pour les articles homonymes, voir Möller.
Le Manuscrit Möller (Möllersche Handschrift en allemand), du nom d'un de ses possesseurs, Johann Godfried Möller, est un recueil des pièces pour clavier, compilé par Johann Christoph Bach († 1721), d'Ohrdruf, frère aîné de Jean-Sébastien Bach. La collection date probablement des années 1704 à 1707, mais comprend des pièces plus anciennes. 
Le Manuscrit Möller et l’Andreas Bach Buch sont les deux sources principales pour les premières compositions de Bach, et contiennent des unica (seule source connue d'une œuvre). 

## Histoire
Il est aujourd'hui conservé à la Bibliothèque d'État de Berlin (Staatsbibliothek Preussischer Kulturbesitz) sous la cote Mus. Ms. 40644.

## Manuscrit
Le Manuscrit Möller est un recueil manuscrit composé d'une centaine de pages. Certaines des pièces sont en tablature allemande. 
Presque entièrement destiné au clavier, il comprend aussi quatre pièces pour des instruments à cordes et deux sonates en trio d'Albinoni.

## Détails des pièces
| no | folio | auteur    | titre/tonalité                                                                    | catalogue          | note et incipit                                                                                               |
| -- | ----- | --------- | --------------------------------------------------------------------------------- | ------------------ | --- |
| 1  | 1     | Coberg    | Ouverture à 4 en ut majeur                                                        |                    | Ballo, Trio, Menuet, Gigue                                                                                    |
| 2  | 5v    | Albinoni  | Suonata prima à due Viol et il Violonc                                            | op. 1 no 1         | Grave – Allegro                                                                                               |
| 3  | 8v    | Albinoni  | Sounate Seconda                                                                   | op. 1 no 2         | |
| 4  | 11    | Pez       | Intrada à 2 Violin. 1 Viol. e Cont. en sol mineur                                 |                    | suite d'orchestre no 2. Extraits : Intrada, Rondeau, Gigue, Aria, Chaconne                                    |
| 4  | 15v   | Reincken  | Svitte ex G                                                                       |                    | Allemande, courante, sarabande, gigue.                                                                        |
| 5  | 17    | Böhm      | Allamande en fa mineur                                                            |                    | Suite : Allemande, courante, sarabande, chaconne.                                                             |
| 6  | 19    | Böhm      | Allamande en fa mineur                                                            |                    | Suite : Allemande, courante, sarabande,                                                                       |
| 7  | 20    | Böhm      | Praeludium en sol majeur                                                          |                    | Suite : Prélude, Allemande, courante, sarabanda en Rondeau, gigue.                                            |
| 8  | 21v   | Ritter    | Allemanda en ut mineur                                                            |                    | Suite in discessum Caroli XI Regis Speciae C. Ritter et datée de 1697. Allemande, courante, sarabande, gigue. |
| 9  | 23v   | Böhm      | Allemanda en fa majeur                                                            |                    | Suite : Allemande, courante, sarabande, double, gigue.                                                        |
| 10 | 25    | Böhm      | Prelude ex F                                                                      |                    | |
| 11 | 25v   | Böhm      | Capricio Ex. D                                                                    |                    | |
| 12 | 27v   | Anonyme   | [Suite en mi-bémol majeur]                                                        |                    | Allemande, courante, sarabande, gigue.                                                                        |
| 13 | 29    | Reincken  | Svite ex C. di Joh. Ad. Reincke                                                   |                    | |
|    |       | Böhm      | Praeludium [in d] del Signone Georgio Böhm                                        |                    | |
|    |       | Heydorn   | Fuga en ré. Thema Reinkianum à Domino Heydornio elaboratum                        |                    | |
|    |       | Heydorn   | Fuga ex G                                                                         |                    | |
|    |       | Coberg    | Fuga en ré mineur                                                                 |                    | |
|    |       | Böhm      | Allemanda en ré mineur                                                            |                    | Suite |
|    |       | Böhm      | Partite diverse Sopra l'Aria Jesu du bist all zu schöne                           |                    | |
|    |       | Dieupart  | Explicatio des Maroques Rules For Graces                                          |                    | |
|    |       | Bach      | Praeludium - cum Fuga - ex G. Pedaliter en sol majeur                             | BWV 535a, Fragment | |
|    |       | Lully     | Ciaconne di M. Lyllig                                                             |                    | Extrait de Phaëton, acte II, scène 5 (1683).                                                                  |
|    |       | Buxtehude | Praeludium et fugue en do-dièse                                                   | BuxWV 151          | orgue. |
|    |       | Flor      | Svite Ex D f di Christian Flor. org. in Lüneburg                                  |                    | |
|    |       | Bach      | Last 16 bars of a Canzona in d J. S. Bach (BWV 588)                               |                    | |
|    |       | Bach      | Toccata ex D fis                                                                  | BWV 912a           | Première version                                                                                              |
|    |       | Buxtehude | Toccata ex G. Pedaliter                                                           |                    | |
|    |       | Bruhns    | Praeludium ex G. Pedaliter                                                        |                    | Incomplet : coupure à la mesure 23.                                                                           |
|    |       | Flor      | Praeludium [Suite in C] di Sig.re Floro Org. Lün.                                 |                    | |
|    |       | Bach      | Praeludium [and Fugue]. Pedaliter. Johann Sebastian Bach (BWV 531)                |                    | |
|    |       | Bach      | Sonata ex a c. JSB (BWV 967)                                                      |                    | |
|    |       | Bach      | Praeludium [and Fugue] ex A. di Joh:Seb. Bach (BWV 896)                           |                    | |
|    |       | Bach      | Capriccio. Sopra il Lontananza de il Fratro dilettissimo. di J. S. Bach (BWV 992) |                    | |
|    |       | Steffani  | Ouverture                                                                         |                    | Arrangement pour clavier de l'ouverture de Briseide (Hanovre 1696).                                           |
|    |       | Fabricius | Gique belle [in c] Sigre Gvernero Fabricio                                        |                    | |
|    |       | Bach      | Svite. ex A cis. di Joh. Seb. Bach (BWV 832)                                      |                    | |
|    |       | Anonyme   | [sans titre] en ut majeur (Fragment)                                              |                    | |
|    |       | Anonyme   | Allegro en ré majeur                                                              |                    | |
|    |       | Pachelbel | Toccata ex C. di Sign: Johann Pachelbel                                           |                    | |
|    |       | Bach      | Praeludium o Fantasia. Pedaliter ex D di Giovanne. Seb. Bach (BWV 549a)           |                    | |
|    |       | Bach      | Wie schön leuchtet uns der Morgenstern. 2 Clav. con Ped. di JSB. (BWV 739)        |                    | |
|    |       | Bach      | Praeludium et Partita. del Tuono Terzo. di JSB (BWV 833)                          |                    | |
|    | 80v   | Zachow    | Svite en si-bémol                                                                 |                    | |
|    |       | Lebègue   | Suite. En g re sol ut. Composeès par Mons: Le Bequè                               |                    | |
|    |       | Lebègue   | Svite. avec Prelude En d la re sol Composeè par Mons. Nicolas Le Bequè            |                    | |
|    |       | Lebègue   | Suite En a. mi. la. re. di Monsieur Le Beque                                      |                    | |
|    |       | Lebègue   | Allemande et Suite [in C] de Mons: Le Begue                                       |                    | |
|    |       | Lebègue   | Svite auec Prélude En f. ut. fa                                                   |                    | |
|    |       | Lebègue   | Demonstration des Marques                                                         |                    | |
|    |       | Bach      | Fantasia ex G I duobus I Subjectis                                                | BWV 917            | |
|    |       | Bruhns    | Praeludium en E. Pedaliter                                                        |                    | |
|    |       | Edelmann  | Toccata ex D fis                                                                  |                    | Incomplet, l'œuvre est interrompue à la mesure 31.                                                            |

## Discographie
- J.S. Bach and The Möller Manuscript [11 pièces] - Carole Cerasi, clavecin (2001, Metronome MetCD 1055)

### Édition
- Robert Hill (éd.), Introduction to Keyboard Music from the Andreas Bach Book and the Möller Manuscript, Cambridge (Massachusetts), Harvard University Press 1991, coll. Harvard Publications in Music 16, 258 p.  (ISBN 9780674588943) (OCLC 23839483) NbF 39682582

#### Thèse
- (en) Robert Stephen Hill, The Möller Manuscript and the Andreas Bach Book : Two keyboard anthologies from the circle of the young Johann Sebastian Bach, Cambridge, Harvard University, coll. « Publications in Music » (no 16), 1987, 1508 p. (OCLC 18857225)

#### Compositeurs
- Gilles Cantagrel, De Schütz à Bach : La musique du baroque en Allemagne, Paris, Fayard, 2008, 249 p. (ISBN 2213638322, OCLC 311743762, BNF 41391707)
- (en) Richard Douglas P. Jones, The Creative Development of Johann Sebastian Bach, vol. 1 : 1695-1717 : Music to Delight the Spirit, Oxford/New York, Oxford University Press, 2007, 352 p. (ISBN 0198164408 et 0191513245, OCLC 507007811, BNF 41399039, lire en ligne)
- (en) Kerala J. Snyder, Dieterich Buxtehude: Organist in Lübeck, University Rochester Press, coll. « Eastman studies in music » (no 44), 1987 (éd. rev. 2007), 551 p. (ISBN 0028730801 et 1-58046-253-7, OCLC 16131158, lire en ligne)
- (en) Jean M. Perreault, The Thematic Catalogue of the Musical Works of Johann Pachelbel, Lanham, Scarecrow Press, 2004, 414 p. (ISBN 0810849704, OCLC 53434655, lire en ligne)
- (en) Peter Williams, Bach, Handel, Scarlatti, Tercentenary Essays, Cambridge/New York, Cambridge University Press, 1985, 363 p. (ISBN 0521252172, OCLC 10799759, lire en ligne)

#### Études
- (en) Willi Apel (trad. Hans Tischler), The History of Keyboard Music to 1700, Bloomington, Indiana University Press, 1972 rééd. 1997, 878 p. (ISBN 025313790X et 0253211417, OCLC 412121, BNF 42816816, lire en ligne)
- (de) Hans-Joachim Schulze, Studien zur Bach-Überlieferung im 18. jahrhundert, Leipzig/New York, Peters, coll. « Musikwissenschaftliche Studienbibliothek », 1984, 250 p. (ISBN 3369000369, OCLC 12535788), p. 30-56